# Alexis Renard
Alexis Renard (født 1. juni 1999 i Saint-Brieuc) er en cykelrytter fra Frankrig, der er på kontrakt hos Cofidis.